# Fenotiazin
|  |  |

|  |  |

A fenotiazin heteroaromás vegyület, mely számos színezék és polimer alapanyagát képezi. Származékait legelterjedtebben a gyógyászatban használják elsősorban szkizofrénia és más mentális betegségek elleni, hányáscsillapító és antihisztamin hatású szerekben, de vannak narkózis-növelő, gyulladásgátló, nyugtató és antibakteriális származékai is. Újabban kutatások folynak rák elleni készítmények előállítására.

## IUPAC-név
Az elnevezés a középső gyűrűből indul ki, melynek a Hantzsch–Widman-nevezéktan szerinti neve 4H-1,4-tiazin.
A feno előtag a kondenzált gyűrűs nómenklatúra egy speciális szabályából jön (R-2.4.1.4.1), és hozzáilleszti a két benzolgyűrűt az 1,4-tiazinhoz. Ezzel az atomok számozása megváltozik. Az 1-es atom a bal oldali benzolgyűrű alsó szénatomja lesz. Az óramutató járásával azonos irányban számozunk, a gyűrűk közös szénatomjait nem véve bele a számozásba. A nitrogénatom így lesz 10-es. (A 10H feltüntetése redundáns, de a szabvány előírja.)

## Története
Először August Berntshen állította elő 1883-ban. Két évvel később fedezték fel parazitaellenes tulajdonságát. 1938–1942 között húgyúti fertőzések kezelésére, 1942 után pedig féreghajtóként is alkalmazták, és utóbbira az állatorvosi gyakorlatban ma is használják.
Az első gyógyászatban alkalmazott fenotiazin-származék a metilénkék, amelyet Heinrich Caro(en) fedezett fel 1876-ban, antibakteriális, fertőtlenítő és gyulladáscsökkentő hatása miatt jelenleg is használnak.
A második világháború után kezdtek kísérletezni a fenotiazin származékaival. A nitrogénatom oldalláncokat kapcsoltak. Az eredeti cél malária elleni gyógyszer előállítása volt, de meglepő módon teljesen más hatású vegyületeket találtak.
Az első vegyület az 1946-ban előállított hisztamin-antagonista, a prometazin volt, melyek sokáig nyugtatóként használtak a gyermekgyógyászatban, majd a műtétek előtt beadott „koktél”-nak is része lett. Később kiderült, hogy összefüggésbe hozható a hirtelen gyermekhalállal, ezért 2 éves kor alatti felhasználását megtiltották az USA-ban. A prometazin Magyarországon a mai napig forgalomban van.
A második fenotiazin-származék az 1950-ben előállított antipszichotikum (elmebaj elleni gyógyszer), a klórpromazin, mely ugyancsak a mai napig kapható Magyarországon. Ezután megkezdődtek a kutatások a különböző származékok után.
A fenotiazin-vegyületeket legújabban az alkalmazott fizika terén használják. Előállítottak olyan fenotiazin-származékokat, amelyek különleges fizikai sajátságokkal rendelkeznek: szokatlan elektromos és optikai jellemzők, mágnesesség, nemlineáris optikai szuszceptibilitassal rendelkező anyagok (folyadékkristályok), félvezetők, szigetelő és mágneses tulajdonságú vegyületek.

## Gyógyszerszármazékok
A fenotiazonoknak két fő alkalmazási területük van:
- antipszichotikumok (elmebaj elleni szerek): N05AA, N05AB, N05AC
- szisztémás antihisztaminok: R06AD

Többféle receptort gátolnak:
- poszt-szinaptikus dopamin-receptorok(en) (antipszichotikus hatás)
- acetil-kolin(en) (szapora szívverés, homályos látás, székrekedés, vizelési zavarok)
- szerotonin
- hisztamin-(en) (nyugtató, hányáscsökkentő)
- adrenerg receptorok(en) (nyugtató, vérnyomáscsökkentő hatás).

Sok gyógyszerszármazéknak van hányás elleni hatása, ami elfedhet gyógyszer-túladagolás okozta tüneteket, és bizonyos betegségeket is (agytumor).
Mind szájon át, mind izomba adott injekció formájában adhatók.
Felszívódás után legnagyobb koncentrációban a tüdőben, májban, mellékvesében és a lépben találhatók. Az agyban viszonylag alacsony a szintjük. Lassan ürülnek (a felezési idő 24–48 óra között van), mivel kötődnek a test szöveteihez.

## Paraziták ellen
Gerinces állatokra a fenotiazin aránylag kevéssé mérgező, viszont számos alacsonyrendű szervezetre halálos lehet. E tulajdonsága miatt használják az állatorvosi gyakorlatban háziállatok (szarvasmarha, ló, juh, baromfi, sertés) parazitái (pl. bélférgek) ellen. Kutya és macska esetén nem elég hatékony.
Az USA-ba 1935 óta gyümölcs-, zöldség-, gabona- és gyapotkártevők ellen használják.

## Fizikai/kémiai tulajdonságok
Sárga kristályos anyag, mely fény hatására megzöldül. Vízben nem, alkoholban és éterben kevéssé, benzolban, acetonban, xilolban oldódik.
A molekula kémiai tulajdonságait gyógyászati hatását három régió határozza meg:
- a lineárisan kondenzált gyűrűrendszer
- a 2-es szénatom oldallánca
- a nitrogénatomhoz kapcsolódó oldallánc.

A neuroleptikus (szkizofrénia elleni) hatáshoz a 2-es szénatom oldallánca elektronvonzó, általában kis térkitöltésű kell legyen, a nitrogénatomon pedig egy bázikus aminfunkciót tartalmazó alkil oldallánc megléte nélkülözhetetlen.